# Schanna Wladimirowna Bitschewskaja

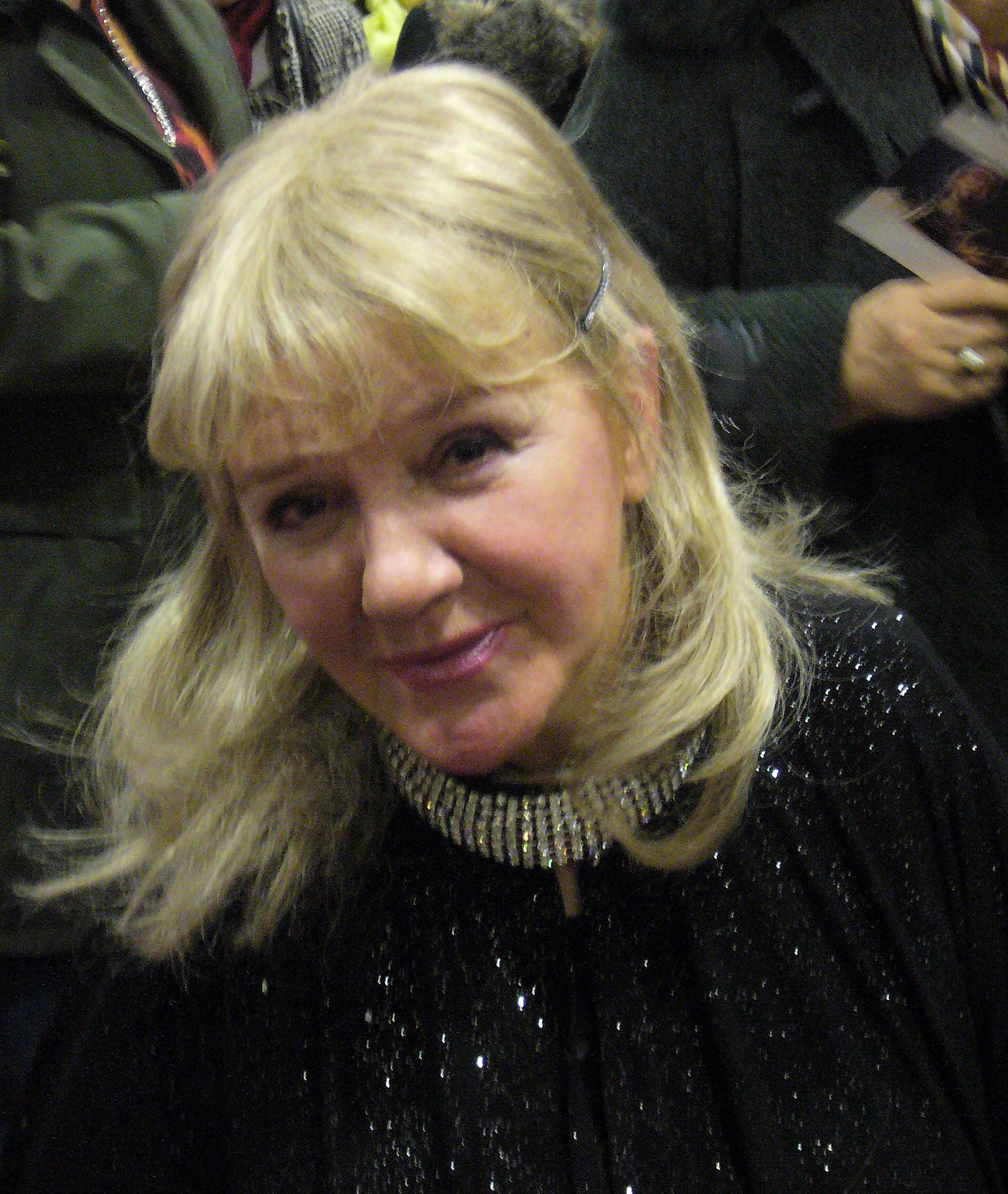
Schanna Bitschewskaja (2009)

Schanna Wladimirowna Bitschewskaja (russisch Жанна Владимировна Бичевская; * 17. Juni 1944 in Moskau) ist eine russische Sängerin, die Lieder mit patriotischem und geistlichem Inhalt vorführt. Sie ist Volkskünstler der RSFSR (1988). Schanna Bitschewskaja wohnt und arbeitet in Moskau.

## Leben
Schanna Bitschewskaja besuchte eine Musikschule. Von 1966 bis 1971 studierte sie an der Staatlichen Hochschule für Zirk- und Estradenkunst. Sie unterrichtete Gitarre in der Abendschule von Sagorsk. Sie trat als Solistin in Eddie Rosners Orchester auf, ab 1973 bei der Kulturorganisation Moskonzert.
In den 1970er Jahren sang Bitschewskaja russische Volkslieder im Barden-Stil. 1973 wurde sie am Allrussischen Wettbewerb für Unterhaltungskunst ausgezeichnet. Sie besuchte mit Tourneen die Tschechoslowakei, Rumänien, Jugoslawien, Finnland und Ungarn. Die Schallplatten mit den Volksliedern wurden in 40 Ländern verkauft. 8-mal trat sie im Pariser Olympia auf. 1980 gewann sie den Wettbewerb für Estradenkünstler in Posen sowie den Titel Ms. schöpferische Individualität. 1989 wurde sie am Sanremo-Festival mit dem Preis Goldene Gitarre ausgezeichnet.
In den 1990er Jahren enthielten ihre Lieder Motive der Weißen Garde, später religiöse Motive. Einige ihrer Lieder wurden auf Texte ihres Gatten, Gennadi Ponomarjows, und des Hieromönchs Roman gesetzt. Ende der 1990er Jahre und Anfang der 2000er Jahre gab die Sängerin einige Alben mit patriotischem Inhalt heraus.
Nach Aussage von Bitschewskaja habe die Zahl ihrer Konzertauftritte abgenommen, nachdem die Texte ihrer Lieder patriotisch wurden.

## Künstlerisches Schaffen
Schanna Bitschewskaja bezeichnet ihren Stil als „russischen Country-Folk“. Ihr Œuvre umfasst einige hundert Lieder mit gesellschaftlichem und religiösen Inhalt sowie Romanzen und Werke aus dem Silbernen Zeitalter.
2005 wurde ihr Album Weiße Nacht herausgegeben. Die Texte wurden von Hieromönch Roman verfasst.
Weil ihr Lied Wir sind Russen (russisch Мы русские) mit einer Aufnahme aus dem Film Independence Day, wo das Kapitol zerstört wird und Los Angeles brennt, gleich nach der Aufnahme zweier russischer, ihre Raketen schießender Kampfflugzeuge in einem Fernsehkanal in Sankt-Petersburg ausgestrahlt wurde, wurde ihr Lied von der Botschaft der USA kritisiert.

## Positionen
Bitschewskaja nennt in ihrem, dem russischen Herrscher Iwan IV., gewidmeten Lied Grosny Zar (russisch Грозный царь), den Zaren groß und heilig und gilt als Befürworterin seiner Heiligsprechung. Sämtliche Lieder sind Alexandra Fjodorowna, Nikolaus II. und den Junkern gewidmet. Alexandra Fjodorowna wird als den Erzengeln ähnlich besungen; durch ihre Gebete werde sich Gott des gekreuzigten Russlands erbarmen. Der Zar verkörpert die Führerschaft für die Russen, ihre Kraft und Fahne. Im Lied Wir sind keine Russländer (russisch Мы не россияне!) spricht sie von einem „Ritualmord, der die Welt erschüttert hat“, gemeint ist die Ermordung der Zarenfamilie. Sie vergleicht den Mord an Nikolaus II. mit dem an Christus, den sie den ermordeten „Zaren der perfiden Judäa“ nennt.
Schanna Bitschewskaja besingt die kaiserliche Vergangenheit Russlands, des dritten Roms, das jetzt gebeugt unter den Absätzen des überseeischen Bösewichts liegt. Die Russen, so Bitschewskaja, pfeifen auf die Macht von Amerika und Europa und rufen alle Slawen auf. Russland, Weißrussland und die Ukraine seien untrennbar, wie drei auf immer verwandte Schwestern. Die slawischen Völker bezeichnet Schanna Bitschewskaja als „groß und von Gott auserwählt“, sie „werden sich im orthodoxen Ozean vereinen“. Die Mission Russlands sei, so Bitschewskaja, die Leute jedweder Nation zum orthodoxen Glauben zu führen und die Leute auf das Reich Gottes vorzubereiten. Der Teufel sei nur dem Christentum abhold, deshalb suche er keine andere Religion zu zerstören, er schaffe sogar die anderen, nicht-christlichen Religionen. Bitschewskaja beklagt auch, dass der Fernseher über Freiheit und Rechte bellt.
Schanna Bitschewskaja verurteilt den Nationalismus.
Bitschewskaja schlägt vor, die Homosexuellen in Russland in eigens für sie gebaute Leprakolonien einzusperren. Schanna Bitschewskaja bezeichnet die Homosexualität in Russland als Teil des Dulles-Plans, dessen erster Punkt die vollständige Verderbtheit des russischen Volkes voraussehe. Die Verabscheuung von Zeichen homosexueller Aktivität betrachtet sie als normale Reaktion eines psychisch gesunden Menschen, in sowjetischen Zeiten sei das Volk sittlich gewesen. Diese Aktivitäten nennt sie fürchterliche Sünde, die bestraft wird. Die Gay-Prides bezeichnet Schanna Bitschewskaja als amorale Aktion.

## Werke
- 1994: Господа офицеры
- 1997: Слишком короток век
- 1997: Любо, братцы, любо…
- 1997: Жанна Бичевская поёт песни Иеромонаха Романа
- 1998: Имени Твоему, Господи. Духовные песнопения
- 1998: Осень музыканта
- 1998: Русская Голгофа
- 1999: Царь Николай
- 2000: Верую
- 2001: Мы – русские
- 2002: Чёрный ворон
- 2003: Боже, храни своих
- 2004: К-141
- 2005: Белая ночь. Жанна Бичевская поёт песни Иеромонаха Романа
- 2007: Я расскажу тебе… Романсы
- 2008: Гори, гори, моя звезда
- 2010: Засуха